# Бербисский язык
Бербисский язык (бербис, Berbice) — ныне вымерший креольский язык в Гайане на основе нидерландского языка. Он частично основан на элементах из иджоидных языков.
Колония Бербис была создана в 1627 году голландцем Абрахамом ван Пеере. Но 22 апреля 1796 г. Бербис был оккупирован Великобританией.
27 марта 1802 Бербис принадлежал Батавской республике (на тот момент название Нидерландов). В сентябре 1803 г. Великобритания оккупировала территорию ещё раз. 13 августа 1814 Бербис стал британской колонией. Но официально колония была передана Великобритании только 20 ноября 1815 года в Нидерландах.
Бербисский язык использовался активно, пока язык пришел в упадок в XX веке. По состоянию на 1993 год было около 4 или 5 пожилых носителей языка, хотя другие источники говорят, что имеется несколько десятков носителей.
Бербисский язык считается вымершим, так же как и другие нидерландские креольские языки. Последних говорящих людей на этом языке обнаружил в 1970-х годах профессор Иэн Робертсон из Университета Вест-Индии. Эти люди жили на верхнем течении реки Бербис, в окрестностях области Вируни-Крик.
Одна треть основных слов в бербисском языке, в том числе слова 'есть', 'знать', 'говорить' являются заимствованиями из иджоидных языков.

## Вымирание
В феврале 2010 года язык был объявлен официально вымершим, согласно статье в мартовском номере голландского издания журнала Национального географического общества. В 80-х было ещё небольшое число носителей бербисского языка в Гайане, но поскольку было известно, что последний носитель умер в 2005 году, авторитетная международная языковая база данных Ethnologue заявила, что язык вымер.

## Фонология

### Гласные
|          | Переднего | Заднего |
| -------- | --------- | ------- |
| Верхнего | i         | u       |
| Среднего | e         | o       |
| Среднего | ɛ         |         |
| Нижнего  | a         | a       |

Существует большая степень свободы изменения гласных, с диапазоном реализаций фонем перекрытия. 

Гласные / е / и / ɛ / почти в дополнительной дистрибуции, и, вероятно, были аллофонами на ранней стадии языка.

### Согласные
|               |             | Губно-губные | Губно-зубные | Альвеолярные | Палато-альвеолярные | Заднеязычные | Глоттальные |
| ------------- | ----------- | ------------ | ------------ | ------------ | ------------------- | ------------ | ----------- |
| Взрывные      | Глухие      | p            |              | t            |                     | k            |             |
| Взрывные      | Звонкие     | b            |              | d            |                     | ɡ            |             |
| Носовые       | Носовые     | m            |              | n            |                     |              |             |
| Фрикативные   | Глухие      |              | f            | s            | (ʃ)                 |              | h           |
| Фрикативные   | Звонкие     |              | (v)          | (z)          |                     |              |             |
| Аппроксиманты | Центральные |              |              | ɹ            |                     |              |             |
| Аппроксиманты | Боковые     |              |              | l            |                     |              |             |

- [ʃ] находится, как правило, в дополнительном распределении с  [s], происходит только до  / i /, но есть несколько исключений.
- / v / и  / z / встречаются только в заимствованиях из гайанского креольского.